# João Soares
João Barroso Soares (* 29. August 1949 in Lissabon) ist ein portugiesischer Politiker des Partido Socialista (PS). Er war von 1995 bis 2002 Bürgermeister von Lissabon und vom 24. November 2015 bis 8. April 2016 Minister für Kultur im Kabinett Costa I; er trat aufgrund der Streitigkeiten mit einem Cartoonisten zurück.

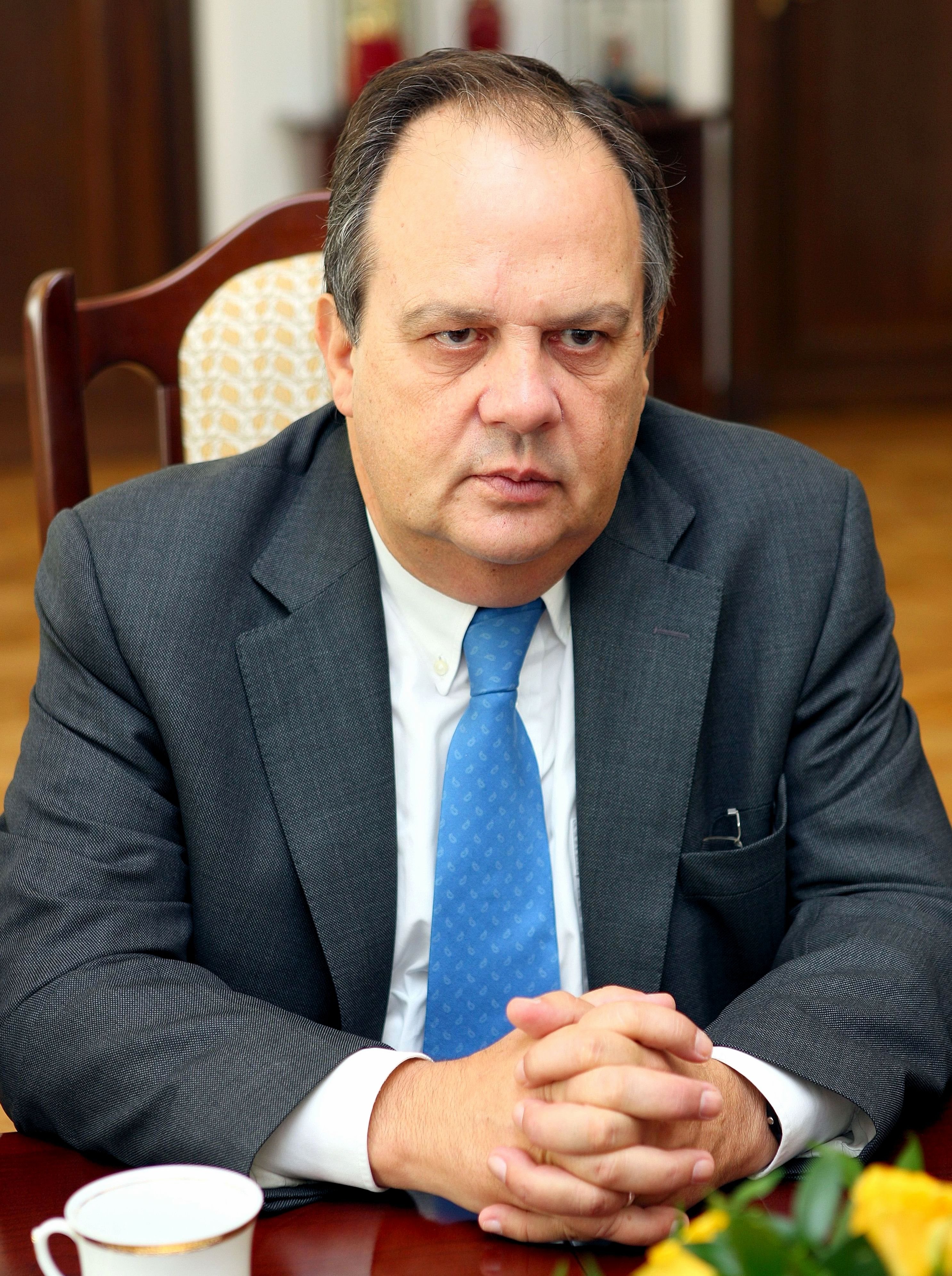
João Soares (2008)

## Leben
João Soares’ Eltern waren der Politiker Mário Soares und die Schauspielerin Maria Barroso. Er studierte Rechtswissenschaften an der Universität Lissabon. Bei der Parlamentswahl 1987 wurde er für den Partido Socialista erstmals in die Assembleia da República gewählt und war dort in folgenden Legislaturperioden tätig: 1987 bis 1991, 2002 bis 2005, 2005 bis 2009, 2009 bis 2011 und seit 2011 bis heute als Abgeordneter.
Vor seiner Wahl zum Bürgermeister von Lissabon war er Stadtrat für Kultur von 1989 bis 1995. 1995 wurde er dann zum Bürgermeister von Lissabon gewählt.
Kurzzeitig war er auch Mitglied des Europäischen Parlaments von 1994 bis 1995. In den Jahren 2008 und 2009 war er außerdem Präsident der Versammlung der OSZE.

## Auszeichnungen
- Colar des Ordem de Timor-Leste[3]